# Kenneth Omeruo
Kenneth Josiah Omeruo (* 17. Oktober 1993 in Obuohia Okike) ist ein nigerianischer Fußballspieler.

## Karriere

### Verein
Omeruo erlernte das Fußballspielen in der Nachwuchsabteilung des heimischen JUTH FC (Jos University Teaching Hospital FC) sowie bei Standard Lüttich in Belgien. 2012 wechselte er zum englischen Verein FC Chelsea. Von diesem wurde er in der Saison 2012/13 an ADO Den Haag und in der Saison 2014/15 an den FC Middlesbrough ausgeliehen.
Für die Spielzeit 2015/16 lieh ihn sein Klub in die türkische Süper Lig an Kasımpaşa Istanbul aus. In der Sommertransferperiode 2016 wurde er mit Alanyaspor an einen anderen türkischen Erstligisten ausgeliehen. Im Sommer 2017 kehrte er als Leihspieler wieder zu Kasımpaşa zurück. Nachdem er die Spielzeit 2018/19 leihweise bei CD Leganés in Spanien verbracht hatte, verpflichtete dieser ihn die nächsten vier Jahre fest.
Im Sommer 2023 folgte dann das dritte Engagement bei Kasımpaşa Istanbul. Ab dem 1. Juli 2025 steht Omeruo beim rumänischen Vizemeister CFR Cluj unter Vertrag.

### Nationalmannschaft
Omeruo startete seine Nationalmannschaftskarriere 2009 mit einem Einsatz für die nigerianische U-17-Nationalmannschaft. Der Abwehrspieler debütierte 2011 im Rahmen der U-20-Weltmeisterschaft 2011 für die nigerianische U-20-Nationalmannschaft und schaffte es mit seinem Team bis ins Viertelfinale.
Ab 2013 spielte er für die nigerianische Nationalmannschaft, mit der er im selben Jahr den Afrika-Cup gewann. Bei der WM 2014 spielte er in jedem Spiel der Nigerianer und scheiterte mit der Mannschaft im Achtelfinale an Frankreich. Er gehörte zudem zum Kader Nigerias für die WM 2018 in Russland, bei der Nigeria als Dritter der Gruppe D in der Gruppenphase ausschied. Omeruo spielte beim Sieg gegen Island und der Niederlage Argentinien. 
Bis zum März 2024 absolvierte Omerou insgesamt 69 A-Länderspiele für Nigeria und erzielte dabei einen Treffer.

## Erfolge
- Afrikameister: 2013